# 13928 Ааронроджерс
13928 Ааронроджерс (1987 UT, 1994 PW1, 13928 Aaronrogers) — астероїд головного поясу, відкритий 26 жовтня 1987 року.
Тіссеранів параметр щодо Юпітера — 3,527.